# 쯔쁘롱현
쯔쁘롱현(베트남어: Huyện Chư Prông / 縣諸博容)은 베트남 중부 고원 지방 잘라이성의 현이다.

## 행정 구역
쯔쁘롱현은 1시진, 19사를 관할하고 있다.

### 시진
- 쯔쁘롱 시진 (Thị trấn Chư Prông, 諸博容市鎭)

### 사
- 바우깐사 (Xã Bàu Cạn, 寶甘社)
- 빈자오사 (Xã Bình Giáo, 平教社)
- 이아방사 (Xã Ia Bang, 亞邦社)
- 이아방사 (Xã Ia Băng, 亞崩社)
- 이아보옹 사 (Xã Ia Boòng, 亞傍社)
- 이아드랑 사 (Xã Ia Drăng, 亞热讓社)
- 이아가 사 (Xã Ia Ga, 亞阿社)
- 이아끌리 사 (Xã Ia Kly, 亞克來社)
- 이아러우 사 (Xã Ia Lâu, 亞樓社)
- 이아메사 (Xã Ia Me, 亞麦社)
- 이아머사 (Xã Ia Mơ, 亞摩社)
- 이아오사 (Xã Ia O, 亞奥社)
- 이아핀사 (Xã Ia Phìn, 亞坪社)
- 이아삐아사 (Xã Ia Pia, 亞别社)
- 이아삐어사 (Xã Ia Piơr, 亞比尔社)
- 이아뿍사 (Xã Ia Púch, 亞布社)
- 이아또어사 (Xã Ia Tôr, 亞多社)
- 이아베사 (Xã Ia Vê, 亞威社)
- 탕흥사 (Xã Thăng Hưng, 昇興社)